# Morfología (biología)

Concha de Zonitoides nitidus

En biología, la morfología es la disciplina encargada del estudio de la estructura de un organismo o taxón y sus componentes o características. Esto incluye aspectos físicos de la apariencia externa (forma, color y estructura) así como aspectos de la estructura interna del organismo como huesos y órganos. Está en contraste con la fisiología, que se ocupa principalmente de la función de aquellas

## Conceptos clave en morfología
- Alometría
- Plan corporal
- Homología
- Modularidad

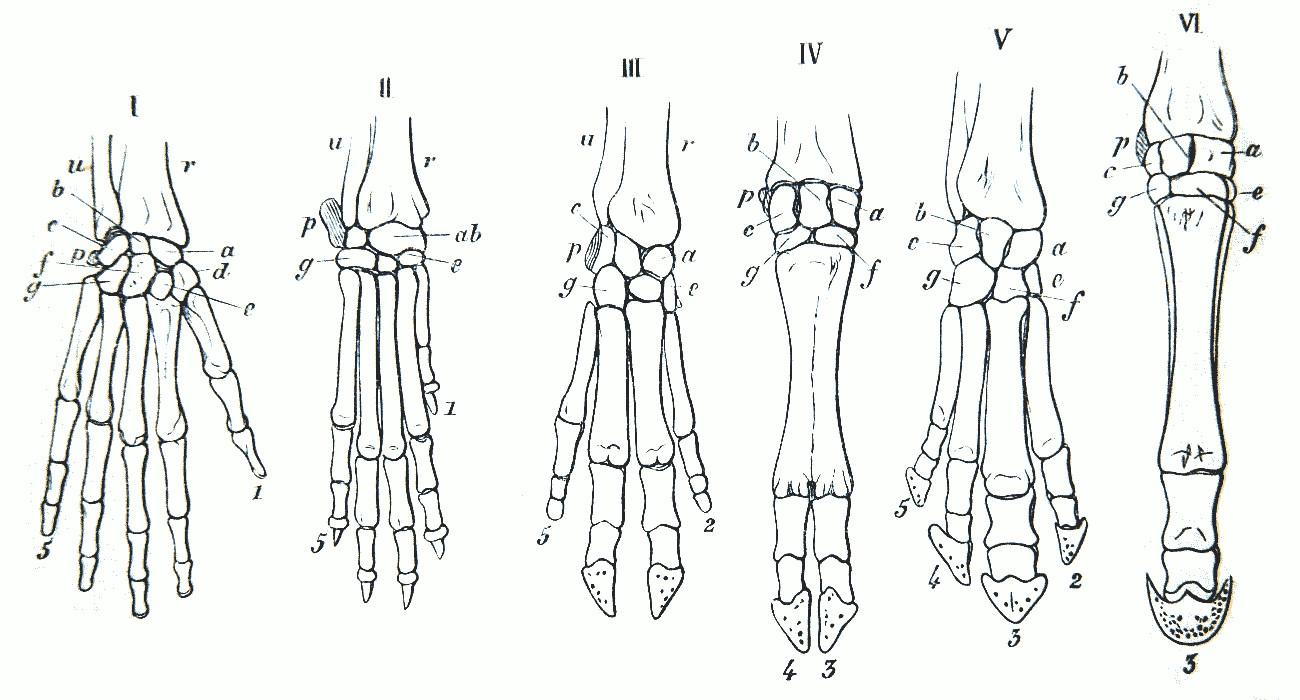
Gegenbaur: homología entre miembros anteriores (1870).

- Simetría: simetría radial, simetría bilateral
- Segmentación

## Subtemas

### Morfología descriptiva
La morfología descriptiva se encarga de la descripción y comparación de las formas orgánicas (véase el artículo Anatomía comparada).

### Morfología teórica
La morfología teórica tiene como principal objetivo el estudio de las constricciones morfológicas. El modelo de David M. Raup para la construcción del morfoespacio de las conchas de los gasterópodos es uno de los ejemplos más sobresalientes.
- La morfometría es una rama de la morfología teórica encargada de cuantificar la morfología de los organismos, reduciendo los especímenes a abstracciones numéricas. Las herramientas de modelización más utilizadas para tal fin son los patrones logarítmicos, la geometría fractal y los autómatas celulares.

### Morfología funcional
La morfología funcional se ocupa del estudio de la forma orgánica y las características en relación con la función. Entre sus representantes más destacados se encuentran D.D. David y David Wake.

### Morfología evolutiva
La Morfología evolutiva se ocupa del estudio de la historia de la forma orgánica. Adolf Seilacher y Rupert Riedl son unos de sus representantes más destacados.

## Historia de la morfología

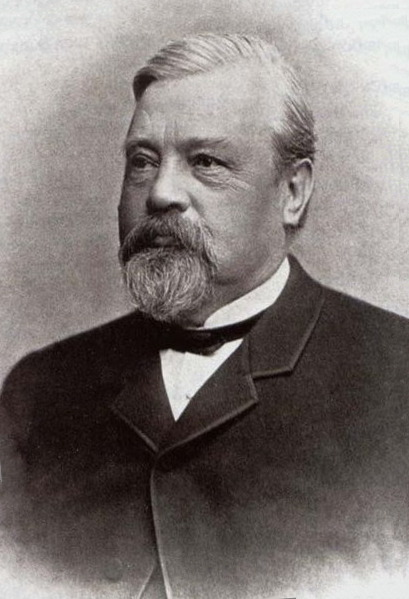
Retrato de Karl Gegenbaur

### Antecedentes
- Aristóteles, Partes de los animales.

### Morfología trascendental
- Goethe
- Morfología británica pre-darwinista: Martin Barry, William Carpenter, Rudolf Leuckart.

### Morfología evolucionista
Entre 1865 y 1885 tiene lugar la segunda época de la morfología trascendental. Los morfólogos disponían entonces de una técnica mucho más desarrollada, pero conceptualmente fue una época mucho menos rica que la anterior. Russell divide esta época en dos subperíodos: 
- el primero corresponde a las especulaciones filogenéticas de Alexander Kovalevsky, Anton Dohrn y Semper. Dentro de este período, podemos distinguir dos enfoques, dependiendo de que las especulaciones evolutivas estuviesen basadas en datos embriológicos o anatómicos, que dieron lugar a dos teorías sobre el origen de los vertebrados en los años setenta: la primera, defendida por Haeckel y Kovalevsky (continuando la obra de Rathke), defendía que el ancestro de los vertebrados debía haber sido similar a una larva ascidia; la segunda, defendida por Dohrn y Semper, concebía un ancestro anélido segmentado.
- el segundo periodo está marcado por la influencia de la teoría de las capas germinales en el análisis filogenético: la teoría de la Gastraea (Haeckel) y del Celoma.

- Thomas Huxley, Ray Lankester y Francis Balfour.
- William Bateson
- Carl Gegenbaur, Grundriss der vergleichenden Anatomie (Elementos de Anatomía Comparada).
- Los morfólogos de Oxford: Edwin Stephen Goodrich, Julian Huxley, Gavin de Beer.
- Hermann Braus
- Ivan I. Schmalhausen, Factors of Evolution (1949).
- David M. Raup

### Otros
- D'Arcy Thompson, On growth and form (Del crecimiento y la forma).